# 荷屬安的列斯旗幟

1959年－1986年

1986年－2010年
長寬比例: 2:3

荷屬安地列斯旗幟為白地。旗中各有一藍色和紅色條紋，兩者在旗幟中央交叉。交叉處有六顆五角星，分別代表阿魯巴、博奈尔岛、庫拉索島、薩巴島、聖尤斯特歇斯島和聖馬丁島。1986年阿魯巴脫離荷屬安的列斯後，調整為五顆星。